# Caranx caninus
Caranx caninus är en fiskart som beskrevs av Günther, 1867. Caranx caninus ingår i släktet Caranx och familjen taggmakrillfiskar. IUCN kategoriserar arten globalt som livskraftig. Inga underarter finns listade.